# 汚れなき瞳の中に
『汚れなき瞳の中に』（けがれなきひとみのなかに、Lady in White）は、1988年のアメリカ合衆国のホラー映画。ルーカス・ハース、レン・キャリオー、アレックス・ロッコ、キャサリン・ヘルモンド出演。

## ストーリー
ベストセラー作家のフランク・スカーラッティは、昔住んでいた故郷のウィローポイントを訪れ、タクシーでウィローポイント墓地に向かう。そこでフランクは昔の出来事を振り返る。
1962年、ハロウィーンの準備をして学校に来たフランキーは、いつも通り皆の前で自作の小説を読み賞賛される。だが彼を気に入らないいじめっ子のドナルドたちは、フランキーを懲らしめようとロッカールームに彼の帽子を隠し、学校が閉鎖されてから帽子を探しに来た彼をロッカールームに閉じ込める。フランキーは助けを求めるが、既に学校には誰もおらず一夜を学校で過ごす覚悟を決める。そのとき彼の前に少女の霊が現れ、誰かと遊んでいた生前の彼女がその人物に首を絞められて殺害される様子を目撃する。そして彼女の霊が消えた後、犯人が現場に落ちた証拠品を回収しに来て、フランキーは彼に見つかって首を絞められ意識が遠のき始め、頭の中でさっき見た霊の少女と会う。彼女の名前はメリッサ・モントゴメリーといい、11年前の1951年に死んでいたことを知る。その後完全に息の根を止められずに済んだフランキーは、父のアンジェロに人工呼吸され意識を取り戻す。一方、学校の地下室に潜んでいた黒人のウィリアムズが容疑者として逮捕される。
快方に向かっていたフランキーは、兄のジーノから見せられた新聞に載っている児童ばかりを狙った連続殺人事件についての記事に目を通し、メリッサが最初の被害者であることが判明する。さらに、記事によると彼女の遺体が投げ捨てられた崖は、白いドレスを着た女性がうろつく呪われた土地と噂されているという。

## キャスト
| 役名                           | 俳優                       | 日本語吹替 |
| ------------------------------ | -------------------------- | ---------- |
| フランキー・スカーラッティ     | ルーカス・ハース           | 大友大輔   |
| フィル・テラガロッサ           | レン・キャリオー           | 筈見純     |
| アンジェロ・スカーラッティ     | アレックス・ロッコ         | 麦人       |
| アマンダ                       | キャサリン・ヘルモンド     |            |
| ジーノ・スカーラッティ         | ジェイソン・プレソン       |            |
| ママ・アサンタ                 | レナータ・ヴァンニ         |            |
| パパ・チャーリー               | アンジェロ・ベルトリーニ   | 伊井篤史   |
| メリッサ・アン・モントゴメリー | ジョエル・ジャコビ         | 藤枝成子   |
| ドナルド                       | ジャレッド・ラシュトン     |            |
| 保安官サンダース               | トム・バウアー             | 秋元羊介   |
| トニー                         | ジャック・アンドレオッツィ | 稲葉実     |
| ローリー氏                     | シドニー・ラシック         |            |
| タクシー運転手                 | ブルース・カービー         | 藤本譲     |
| 白いドレスの女性               | カレン・パウエル           | 巴菁子     |
| マリアンナ                     | エミリー・トレイシー       | 坂本真綾   |
| 大人のフランキー               | フランク・ラロッジア       | 江原正士   |

## スタッフ
- 監督・脚本・音楽：フランク・ラロッジア
- 製作：アンドリュー・G・ラ・マーカ、フランク・ラロッジア
- 製作総指揮：チャールズ・M・ラロッジア、クリフ・ペイン
- 撮影監督：ラッセル・カーペンター
- プロダクションデザイナー：リチャード・K・ユメル
- 編集：スティーヴ・マン
- 衣裳デザイン：ジャクリーン・セント・アン

日本語版スタッフ
- 演出：小山悟
- 翻訳：岩佐幸子
- 効果：リレーション
- 調整：小野敦志
- 製作：東北新社
- 日本語字幕：松浦美奈